# Сноу-шу
Сноу-шу, Білоніжка (англ. Snowshoe, SNO)  — порода кішок, яку виведено шляхом схрещування сіамів класичного забарвлення із двоколірними американськими короткошерстими.

## Історія
Назва в перекладі з англійської означає «сніжна туфля». Одержали його кішки за білі «панчішки», як у бірманських напівдовгошерстих при забарвленні колорпоінт. Породу вивели в розпліднику в США. Сьогодні записаний стандарт, і порода зареєстрована в TICA, АСА й ACFA. Порода нечисленна й поширена переважно в Америці.

## Розмноження
У приплоді в кішок цієї породи буває від 3 до 7 кошенят. Періодично спостерігається порушення забарвлення в кошенят.

## Характер
Сноу-шу, попри своє походження від сіамських кішок, спокійніші, ласкаві, дуже люблять людей, терплячі до дітей. Вони дуже ніжні, чарівні, ласкаві. Люблять супроводжувати господарів, подорожують за ними цілий день. Не люблять надовго залишатися на самоті. Із задоволенням приймають ванни. Не мають різкого голосу, як у сіамських кішок. Шерсть не потребує великого догляду.

## Зовнішній вигляд
Кішки породи сноу-шу — це граційні, гармонійні тварини від середніх до великих розмірів. Тіло з не дуже міцним кістяком і добре розвиненою мускулатурою. Статура масивна. Спина довга. Кінцівки довгі, міцні. Лапи округлі. Хвіст середньої довжини, товстий в основі, трохи звужується до кінця.
Голова має форму рівностороннього трикутника, вона не така довга, як у сіамських предків. Очі великі, овальної форми, ясні й блискучі, посаджені під кутом до носа. Колір — блакитний. Вуха великі й широкі біля основи.
Шерсть коротка, лискуча, глянсова, пружна, трохи грубувата на дотик, прилегла.

### Забарвлення
Забарвлення: силпойнт або блюпойнт із білим. Розташування білих міток — короткий білий трикутник у вигляді літери V на морді, що захоплює ніс і перенісся. Біла мітка може поширюватися через підборіддя на груди у вигляді білої лінії. Такими ж чисто-білими повинні бути «туфельки» на передніх і задніх ногах.

## Світлини

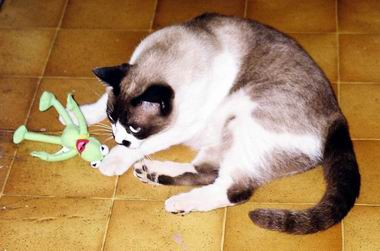
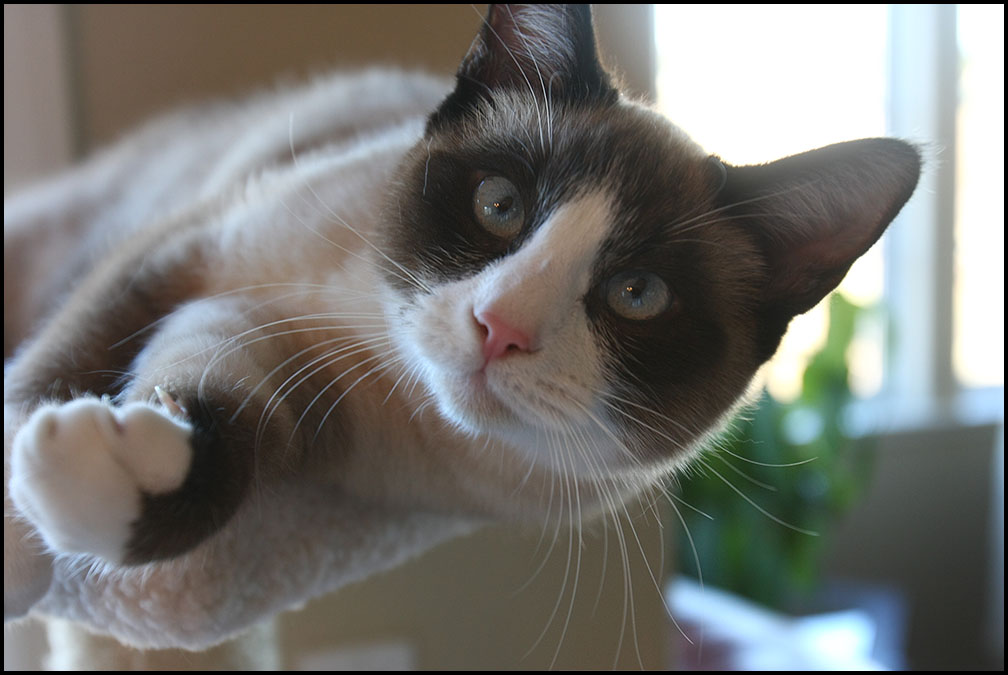
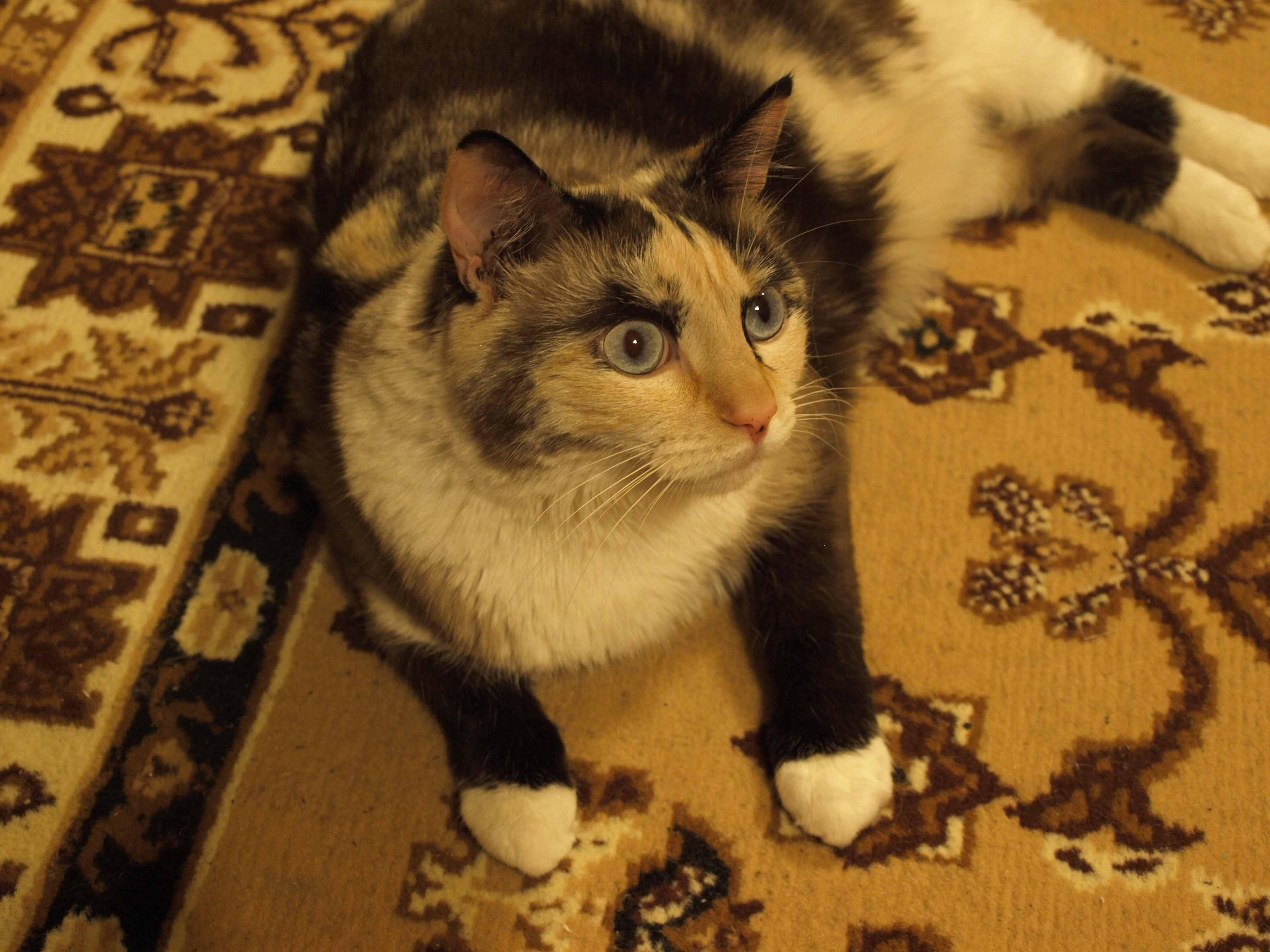
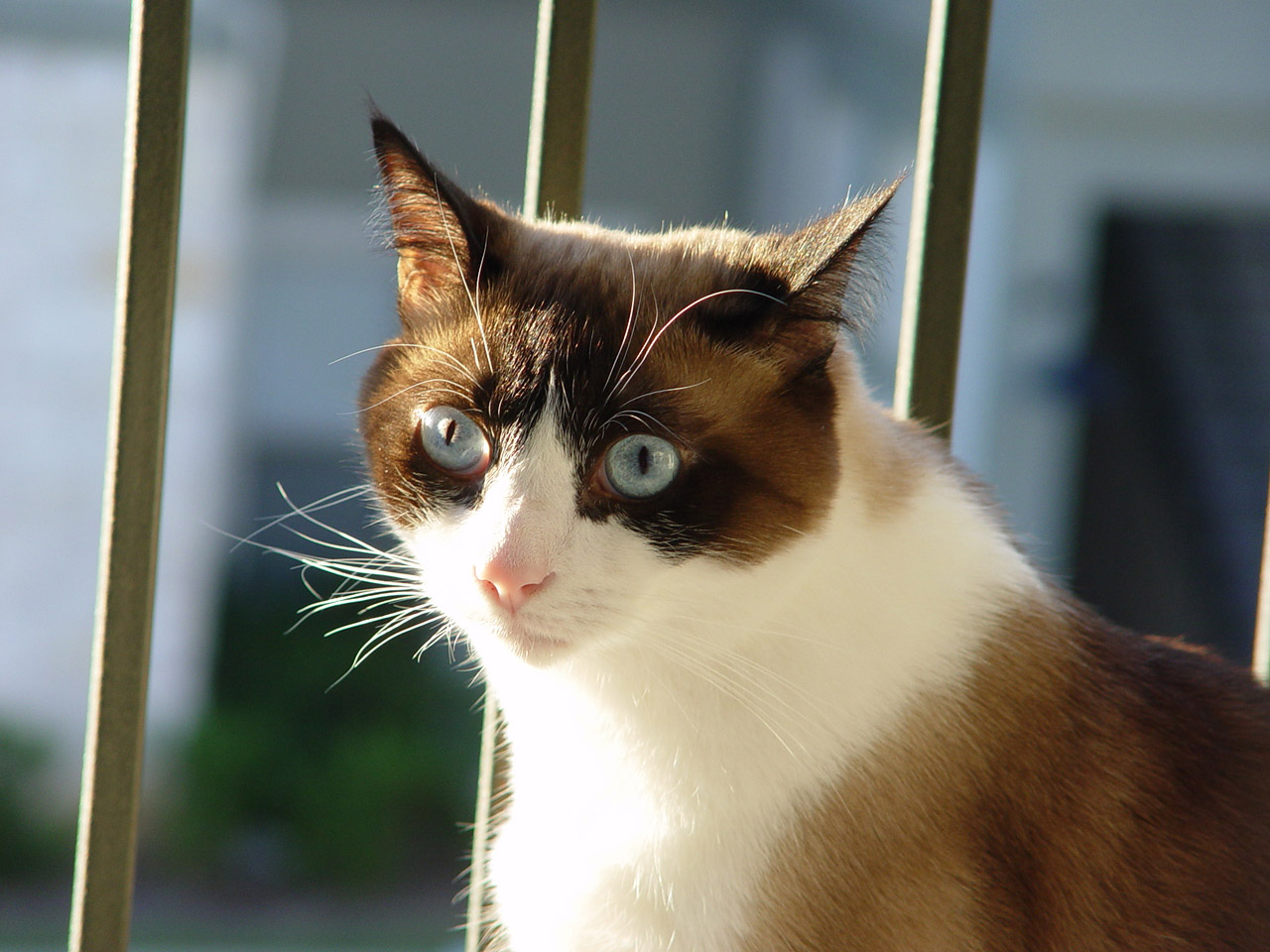
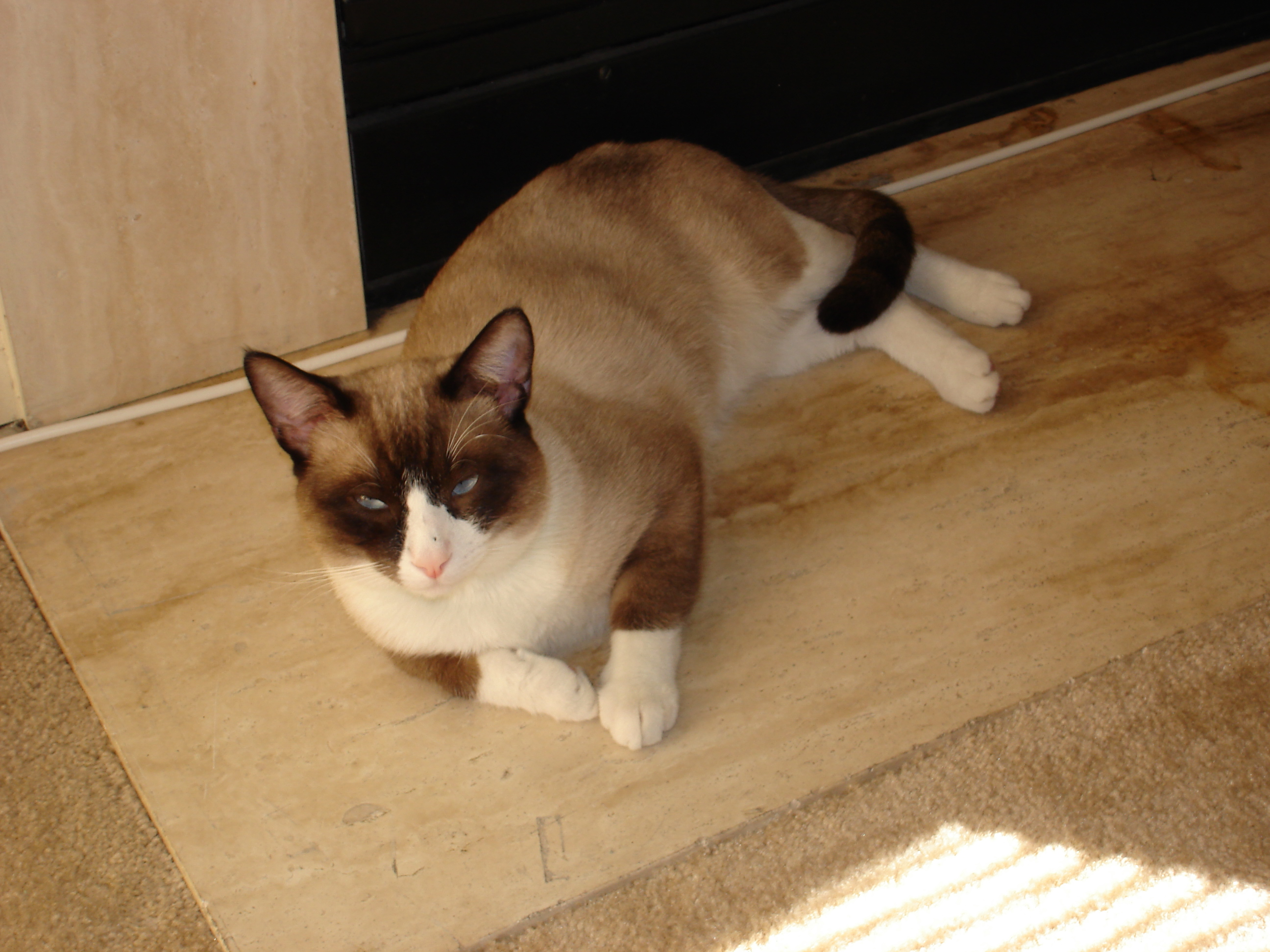
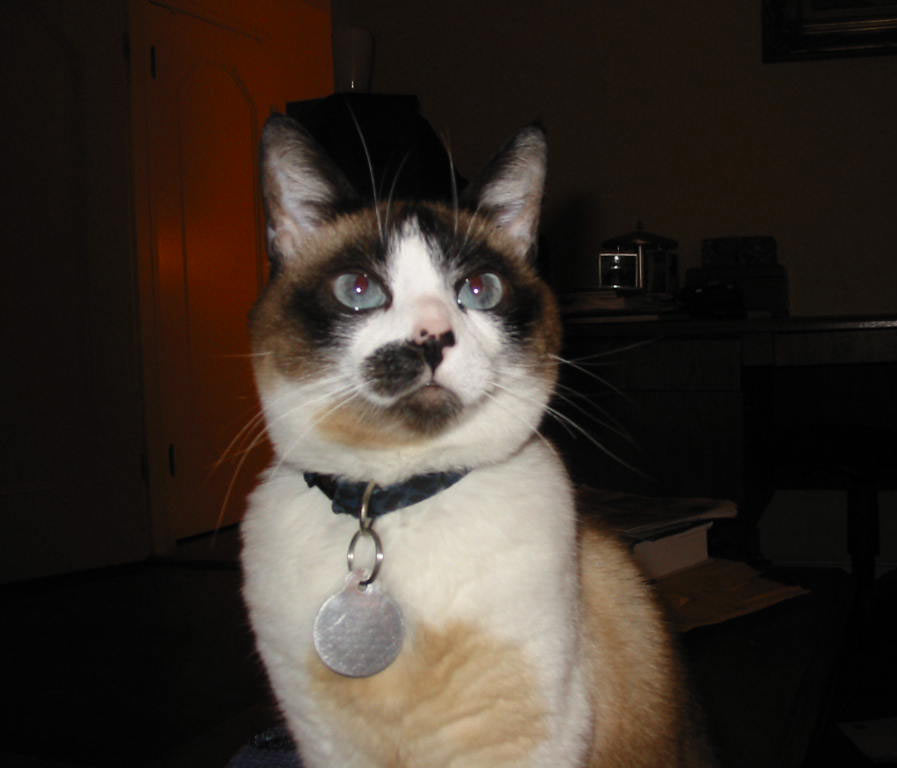